# أغسطس فرانك
أغسطس فرانك (بالإنجليزية: Augustus Frank) هو مصرفي وسياسي أمريكي، ولد في 17 يوليو 1826، وتوفي في 29 أبريل 1895. حزبياً، نشط في الحزب الجمهوري. وقد انتخب عضو مجلس النواب الأمريكي.